# Gonçalo Ribeiro Telles
Gonçalo Pereira Ribeiro Telles  (Lisboa, 25 de mayo de 1922 - Ibidem., 11 de noviembre de 2020) fue un arquitecto paisajista, profesor y político portugués, pionero del ambientalismo en Portugal, expresidente del Partido Popular Monárquico y expresidente de la comisión política nacional del Partido de la Tierra.

## Biografía
Fue profesor del instituto superior de agronomía y en los cursos de planificación regional y urbano y de ingeniería sanitaria de la Universidad Técnica de Lisboa. Catedrático desde 1976. Entre sus obras se encuentra el parque de la Fundación Calouste Gulbenkian, con el cual recibió, ex aequo, el Premio Valmor de 1975.
Desempeñó el cargo de ministro de Estado y de Calidad de Vida en el VIII gobierno constitucional, liderado por Francisco Pinto Balsemão, entre el 4 de septiembre de 1981 y el 9 de junio de 1983. Fue dirigente de la Convergencia Monárquica desde 1971 y miembro del directorio del Partido Popular Monárquico hasta las elecciones legislativas de 1987. 

## Funciones gubernamentales ejercidas
- VIII Gobierno Constitucional
  - Ministro de Estado y de la Calidad de Vida